# Limnonectes hikidai
Limnonectes hikidai es una especie de anfibio anuro de la familia Dicroglossidae.

## Distribución geográfica
Esta especie es endémica de Sarawak en Malasia. Se encuentra a 282 m sobre el nivel del mar (01° 36′ 25″ N, 110° 11′ 27″ E).

## Publicación original
- Matsui & Nishikawa, 2014: Description of a New Species of Limnonectes from Sarawak, Malaysian Borneo (Dicroglossidae, Anura). Current Herpetology, vol. 33, p. 135–147.[4]